# Incontro interreligioso di Assisi

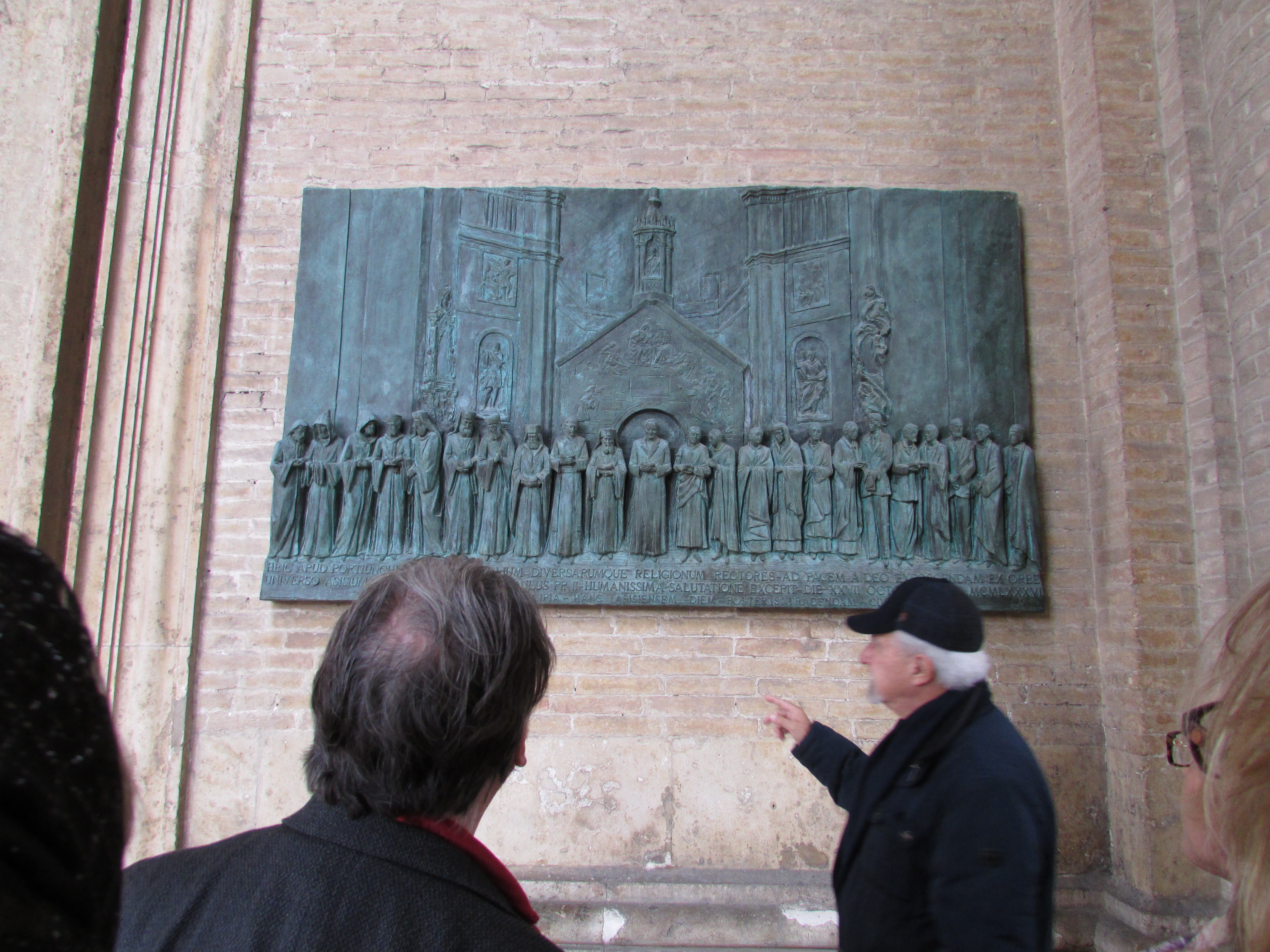
Lapide commemorativa dell'incontro interreligioso di Assisi del 1986

L'incontro interreligioso di Assisi è stato un evento, promosso da Papa Giovanni Paolo II, a cui hanno aderito diversi capi religiosi per pregare per la pace, che si è svolto il 27 ottobre 1986 nella città umbra.

## Partecipanti
All'incontro hanno partecipato tutti i massimi rappresentanti delle chiese cristiane, oltre che sessanta rappresentanti di altre religioni, compreso il Dalai Lama.
Tale evento ha avuto una rilevanza storica, non essendo mai stato organizzato prima un incontro interreligioso di tale portata per questo scopo.
Il Cardinale Etchegaray presentò l'evento alla stampa come un congresso mondiale delle religioni per la pace, in conformità alla concezione dell'O.N.U. Ognuno dei vertici delle varie confessioni religiose avrebbe avuto a disposizione una delle cappelle della Basilica di san Francesco per pregare Dio per la pace, ciascuno secondo il proprio rito. Mons. Lefebvre indirizzò una lettera di protesta a sette cardinali, fra i quali era compreso Giuseppe Siri, Silvio Oddi e Alfons Stickler.
In vista del 27 ottobre 1986, fu rivolto un appello pubblico per una pace universale da realizzarsi in una giornata di tregua da qualsiasi conflitto armato, fatto che si verificò storicamente in gran parte del globo.
Il 22 dicembre 1986, Giovanni Paolo II pronunciò un discorso sulla teologia delle religioni e l'unità della famiglia umana creata da Dio e redenta da Cristo al di là delle differenze «che sono un elemento meno importante rispetto all'unità che, al contrario, è radicale, fondamentale e determinante», nella consapevolezza che «ogni preghiera autentica è ispirata dallo Spirito Santo che è misteriosamente presente nel cuore di ogni uomo».

## Lo spirito di Assisi
Giovanni Paolo II coniò il termine "Spirito di Assisi" per indicare un modello di dialogo tra religioni basato sulla fraternità, sperimentato nell'incontro del 27 ottobre 1986. L'incontro fu uno dei motivi che nel 1988 indussero mons. Marcel Lefebvre a procedere alle consacrazione di quattro nuovi vescovi, venendo di conseguenza scomunicato da Giovanni Paolo II.
Un secondo incontro ebbe luogo il 24 gennaio 2002.

### L'incontro del 2016
Per commemorare i trent'anni passati da tale incontro, dal 18 al 20 settembre 2016, si sono dati appuntamento, nella storica città umbra, cinquecento rappresentanti di diverse religioni, oltre che circa dodicimila pellegrini. Insieme ai religiosi, all'evento ha presenziato anche Sergio Mattarella, Presidente della Repubblica Italiana, oltre che importanti intellettuali.